# Nops simla
Nops simla là một loài nhện trong họ Caponiidae.
Loài này thuộc chi Nops. Nops simla được Arthur M. Chickering miêu tả năm 1967.